# Мариниан (викарий)
Мариниан (лат. Marinianus) — римский политический деятель второй половины IV века.
Марианиан происходил из Галатии или, предположительно, Галлеции. Он преподавал право в Риме до 383 года. В 383 году Мариниан занимал должность викария Испании. Он идентифицируется с неназванным викарием Испании, о котором известно, что он покровительствовал еретикам-присциллианам в 338 году.
Его сыном был Максимилиан, который в 409 году заплатил готскому правителю Алариху выкуп в размере 30 тысяч солидов. Также у Мариниана была дочь, которая родилась в 383 году, вероятно, в Испании.